# State of Triumph - Chapter Two
State of Triumph - Chapter Two è il secondo album della band power metal tedesca Metalium, uscito nel 2000

## Tracce
1. Elements - 1:42
2. Steel Avenger - 3:21
3. Years of Darion - 5:06
4. Break Out - 4:12
5. Erania - 4:27
6. Stygian Flames - 4:17
7. Prophecy - 7:55
8. Eye of the Storm - 4:24
9. Inner Sight - 5:54
10. State of Triumph - 7:40
11. Music - 5:56
12. Dust in the Wind (cover dei Kansas, bonus track per il Giappone) - 3:11

## Formazione
- Henning Basse - voce
- Matthias Lange - chitarra
- Mark Cross - batteria
- Lars Ratz - basso
- Jack Frost - chitarra